# Francis Joseph Murray
Pour les articles homonymes, voir Murray.
Francis Joseph Murray, né le 3 février 1911 à New York – mort le 15 mars 1996 à Durham, est un mathématicien américain, connu pour ses travaux fondateurs (avec John von Neumann) en analyse fonctionnelle qui aboutirent à l'algèbre de von Neumann.

## Biographie
Il reçoit son doctorat de l'Université Columbia en 1936 avec une thèse intitulée Linear Transformations Between Hilbert Spaces and the Application of the Theory to Linear Partial Differential Equations, dirigée par Bernard Koopman (en). Il a enseigné à l'Université Duke.

## Prix et récompenses
En 1967 il reçoit la Outstanding Civilian Service Medal de l'U. S. Army.

## Sélection de publications
- 1936 (avec J. von Neumann), "On rings of operators," Ann. of Math. 2(37): 116–229. L'article original sur l'algèbre de von Neumann.
- 1937 (avec J. von Neumann), "On rings of operators II," Trans. Amer. Math. Soc. 41: 208–248.
- 1943 (avec J. von Neumann), "On rings of operators IV," Ann. of Math. 2(44): 716–808.
- 1941. An Introduction to Linear Transformations in Hilbert Space. Annals of Mathematics Studies, no. 4. Princeton Univ. Press[1]
- 1947. The theory of mathematical machines. Columbia Univ. Press[2]
- 1954. (avec Kenneth S. Miller). Existence Theorems for Ordinary Differential Equations[3]  (ISBN 0-88275-320-7); 2nd printing Krieger 1976; reprint Dover 2013.
- 1978. Applied Mathematics: An Intellectual Orientation.  (ISBN 0-306-39252-6)[4]